# 1207
Évszázadok: 12. század – 13. század – 14. század
Évtizedek: 1150-es évek – 1160-as évek – 1170-es évek – 1180-as évek – 1190-es évek – 1200-as évek – 1210-es évek – 1220-as évek – 1230-as évek – 1240-es évek – 1250-es évek
Évek: 1202 – 1203 – 1204 – 1205 –  1206 – 1207 – 1208 – 1209 – 1210 – 1211 – 1212

## Események
- III. Ince pápa Stephen Langtont nevezi ki Canterbury érsekévé. A kinevezést János angol király nem ismeri el, emiatt a pápa 1209-ben kiátkozza.

## Születések
- október 1. – III. Henrik angol király († 1272)
- Erzsébet, II. András és Gertrúd királyné lánya, később Európa egyik legnagyobb szentje

## Halálozások
- szeptember 4. – Montferrati Bonifác Montferrat márkija, a IV. keresztes háború vezetője (* 1150)